# Villaines-les-Prévôtes
Villaines-les-Prévôtes ist eine französische Gemeinde mit 143 Einwohnern (Stand: 1. Januar 2022) im Département Côte-d’Or in der Region Bourgogne-Franche-Comté. Sie gehört zum Arrondissement Montbard und zum Kanton Montbard.
Nachbargemeinden sind Viserny im Nordwesten, Montigny-Montfort im Norden, Champ-d’Oiseau im Osten, Millery im Südosten, Genay im Süden, Jeux-lès-Bard im Südwesten und Athie im Westen.

## Bevölkerungsentwicklung
| Jahr                       | 1962 | 1968 | 1975 | 1982 | 1990 | 1999 | 2008 | 2015 |
| -------------------------- | ---- | ---- | ---- | ---- | ---- | ---- | ---- | ---- |
| Einwohner                  | 136  | 140  | 122  | 108  | 125  | 121  | 137  | 139  |
| Quellen: Cassini und INSEE |      |      |      |      |      |      |      |      |